# Accélération séculaire
Le nom d'accélération séculaire peut désigner plusieurs effets ayant même cause :
- l'accélération séculaire de la vitesse radiale, variation dans le temps de la vitesse radiale d'un corps du fait de son déplacement dans l'espace ;
- l'effet Chklovski, variation de la période apparente d'un pulsar du fait de son déplacement dans l'espace.